# Energías renovables en Filipinas
En 2013, la energía renovable proporcionó el 26,44% del total de electricidad en Filipinas y 19,903 gigawatt-hora (GWh) de energía eléctrica de una demanda total de 75,266 gigawatt-hora. Filipinas es un importador neto de combustibles fósiles. En aras de la seguridad energética, hay un impulso para desarrollar fuentes de energía renovables. Los tipos disponibles incluyen energía hidroeléctrica, energía geotérmica, energía eólica, energía solar y energía de biomasa . El gobierno de Filipinas ha legislado varias políticas para aumentar el uso de energía renovable por parte del país. 
El gobierno se ha comprometido a elevar al 50% la contribución de las energías renovables de su capacidad total de generación de electricidad, con 15.3 gigavatios (GW) para 2030. La medida ayudaría al país en su compromiso de reducir sus emisiones de carbono en un 70% para 2030.

## Fondo
Existe un impulso para disminuir la dependencia de los combustibles fósiles debido a los efectos negativos como la contaminación, el cambio climático y la incertidumbre financiera debido a la fluctuación de los precios de los combustibles. La legislación aprobada por el Congreso de Filipinas para apoyar el uso de energía renovable incluye la Ley de Reforma de la Industria Eléctrica (2001); la Ley de Biocombustibles (2006), que fomenta el uso de combustibles de biomasa ; la Ley de Energía Renovable (2008); y la Ley de Cambio Climático (2009), que proporciona una base legal para abordar el cambio climático a través del desarrollo sostenible .
La implementación de energía renovable es importante para Filipinas por varias razones. Las características geográficas del país lo hacen vulnerable a los efectos adversos del cambio climático. El aumento del nivel del mar es una amenaza porque Filipinas es un archipiélago con muchas ciudades ubicadas en áreas costeras. A medida que la costa se aleja debido al aumento de los mares, las ciudades costeras se vuelven vulnerables a las inundaciones. El cambio climático también se ha relacionado con los cambios en los patrones climáticos y los fenómenos meteorológicos extremos.
La dependencia de los combustibles fósiles es perjudicial para la seguridad energética de Filipinas. Filipinas es un importador neto de combustibles fósiles. En 2012, Filipinas importó 20 millones de toneladas de carbón. Ocho millones de toneladas se produjeron en el país. En 2010, Filipinas importó 54 millones de barriles de petróleo y produjo 33,000 barriles. Debido a esta dependencia del carbón y el petróleo importados, Filipinas es vulnerable a las fluctuaciones de los precios y las restricciones de suministro.
 

 El Departamento de Energía de Filipinas escribió: 
 “El aprovechamiento y la utilización de la energía renovable constituyen un componente crítico de la estrategia del gobierno para proporcionar suministro de energía al país. Esto es evidente en el sector eléctrico, donde el aumento de la generación de recursos geotérmicos e hidroeléctricos ha disminuido la dependencia del país de los combustibles importados y contaminantes. En los esfuerzos de electrificación rural del gobierno, por otro lado, las fuentes de energía renovable, como los recursos de energía solar, micro-hidroeléctrica, eólica y de biomasa, se están utilizando a gran escala ".  

### Plantas hidroeléctricas

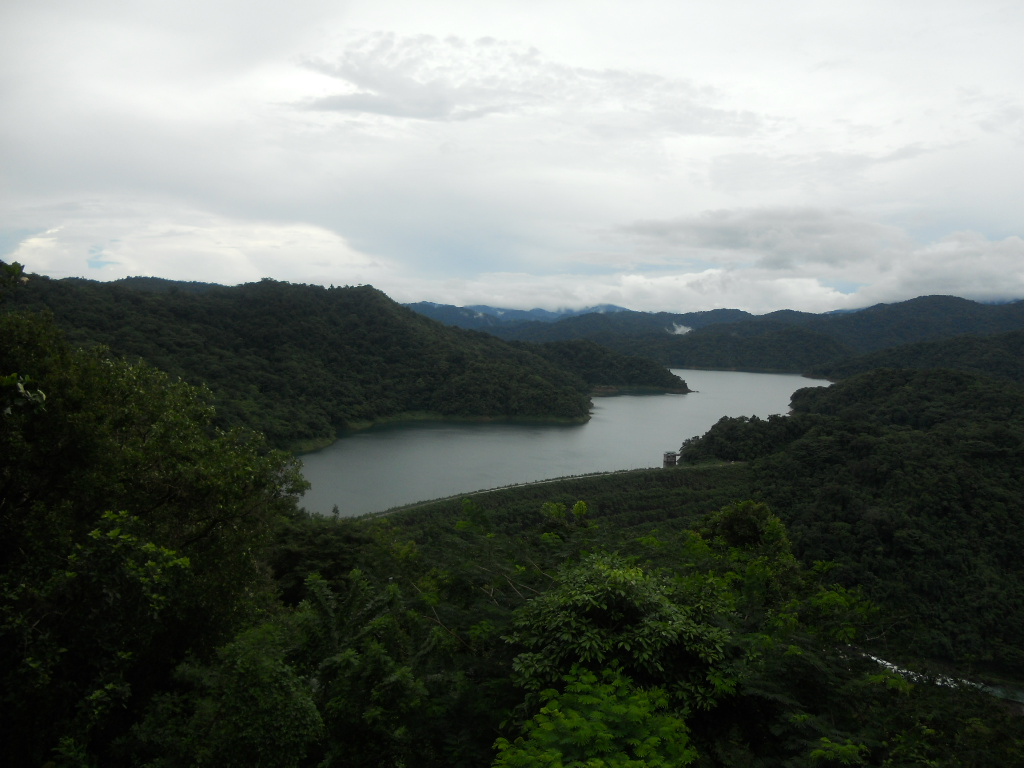
Presa de Angat, una importante instalación hidroeléctrica en Filipinas

En Filipinas, existen plantas hidroeléctricas tanto de la presa convencional como de los tipos de río . De las veintinueve plantas hidroeléctricas, catorce son presas convencionales y quince son sistemas de pasada.
Muchas áreas de Filipinas son adecuadas para la producción de energía hidroeléctrica. Sin embargo, la producción de energía hidroeléctrica en Filipinas puede causar inundaciones aguas arriba y aguas abajo durante el clima monzónico y cuando se libera el exceso de agua de las represas.
|                               | 2004  | 2005    | 2006   | 2007     | 2008   | 2009    | 2010     | 2011   | 2012   | 2013    | 2014    | 2015    |
| ----------------------------- | ----- | ------- | ------ | -------- | ------ | ------- | -------- | ------ | ------ | ------- | ------- | ------- |
| Potencia hidroeléctrica (GWh) | 8,593 | 8,387   | 9,939  | 8,563    | 9,834  | 9,788   | 7,803    | 9,698  | 10,252 | 10,019  | 9,137   | 8,665   |
| Cambio porcentual             |       | (2.40%) | 18.50% | (13.84%) | 14.84% | (0.47%) | (20.28%) | 24.29% | 5.71%  | (2,27%) | (8.80%) | (5,45%) |

| Nombre de la instalación | Tipo             | Capacidad instalada (MW) | Ubicación        | Propietario                    | Año comisionado |
| ------------------------ | ---------------- | ------------------------ | ---------------- | ------------------------------ | --------------- |
| San Roque                | Presa            | 411.0                    | Pangasinan       | San Roque Power Corporation    | 2003            |
| HEDCOR                   | Corriente de río | 33.8                     | Benguet          | HEDCOR                         | 1993            |
| Kalayaan PSPP            | Presa            | 739.2                    | Laguna           | CBK Power Company Ltd.         | 1998/2004       |
| Magat                    | Corriente de río | 360.0                    | Isabela          | Aboitiz Power                  | 1983            |
| Caliraya                 | Presa            | 35.0                     | Laguna           | CBK Power Company Ltd.         | 1942/1947/1950  |
| Botocan                  | Corriente de río | 22.8                     | Laguna           | CBK Power Company Ltd.         | 1967/1986       |
| Angat                    | Presa            | 246.0                    | Bulacan          | PSALM                          | 1967/1986       |
| Pantabangan-Masiway      | Presa            | 132.0                    | Nueva Ecija      | First Gen Hydro Power Corp.    | 1977/1981       |
| Ambuklao                 | Presa            | 105.0                    | Benguet          | Aboitiz Power                  | 1957            |
| Binga                    | Presa            | 132.0                    | Benguet          | Aboitiz Power                  | 1960            |
| Bakun                    | Corriente de río | 70.0                     | Ilocos Sur       | Luzon Hydro Corp.              | 2000/2001       |
| Casecnan                 | Presa            | 165.0                    | Nueva Ecija      | CE Casecnan Water & Energy Co. | 2002            |
| Sabangan                 | Corriente de río | 13.2                     | Mt. Province     | HEDCOR                         | 2015            |
| NIA-Baligtan             | Corriente de río | 6.0                      | Isabela          | NIA                            | 1987            |
| JANOPOL                  | Corriente de río | 5.2                      | Bohol            | BOHECO I                       | 1992            |
| AGUS 1                   | Presa            | 80.0                     | Lanao del Sur    | PSALM                          | 1992            |
| AGUS 2                   | Presa            | 180.0                    | Lanao del Sur    | PSALM                          | 1992            |
| AGUS 4                   | Presa            | 55.0                     | Lanao del Norte  | PSALM                          | 1985            |
| AGUS 5                   | Presa            | 200.0                    | Lanao del Norte  | PSALM                          | 1985            |
| AGUS 6                   | Presa            | 54.0                     | Lanao del Norte  | PSALM                          | 1953/1971       |
| AGUS 7                   | Presa            | 255.0                    | Lanao del Norte  | PSALM                          | 1983            |
| Pulangi IV               | Corriente de río | 232.0                    | Bukidnon         | PSALM                          | 1985/1986       |
| Sibulan HEP              | Corriente de río | 42.6                     | Davao del Sur    | HEDCOR                         | 2010            |
| Agusan                   | Corriente de río | 1.6                      | Bukidnon         | FG Bukidnon Power Corp.        | 1957            |
| Bubunawan                | Corriente de río | 7.0                      | Bukidnon         | BPC Inc.                       | 2001            |
| Cabulig HEP              | Corriente de río | 9.2                      | Misamis Oriental | Mindanao Energy Systems        | 2012            |
| Talomo HEP               | Corriente de río | 4.5                      | Dávao del Sur    | HEDCOR                         | 1998            |
| Tudaya 1                 | Corriente de río | 6.6                      | Dávao del Sur    | HEDCOR                         | 2014            |
| Tudaya 2                 | Corriente de río | 7.0                      | Dávao del Sur    | HEDCOR                         | 2014            |

### Energía geotérmica
La energía geotérmica se deriva del calor que se encuentra debajo de la superficie de la tierra. En las naciones con climas templados, la energía geotérmica se utiliza directamente para proporcionar calefacción a los hogares. En Filipinas, la energía geotérmica se utiliza para generar electricidad. Dos tipos de tecnologías se utilizan en las Filipinas. Estos son, en primer lugar, el método de vapor a alta temperatura y, en segundo lugar, el método del ciclo binario de temperatura más baja. En Filipinas, el primero es el más común. El segundo se usa solo en la planta MAKBAN. Las plantas geotérmicas son adecuadas para áreas con vientos bajos, como Mindanao, y áreas con clima lluvioso, como Batanes . La producción de energía geotérmica puede resultar en la liberación de sustancias tóxicas como mercurio, sulfuro de hidrógeno, arsénico y selenio . En 2014, en una planta geotérmica en Biliran, ocho trabajadores de la planta fueron hospitalizados con envenenamiento por sulfuro de hidrógeno .
|                                     | 2004   | 2005    | 2006   | 2007   | 2008   | 2009    | 2010    | 2011    | 2012   | 2013    | 2014   | 2015   |
| ----------------------------------- | ------ | ------- | ------ | ------ | ------ | ------- | ------- | ------- | ------ | ------- | ------ | ------ |
| Salida de potencia geotérmica (GWh) | 10,282 | 9,902   | 10,465 | 10,215 | 10,723 | 10,324  | 9,929   | 9,942   | 10,250 | 9,605   | 10,308 | 11,044 |
| Cambio porcentual                   |        | (3.70%) | 5.69%  | 2,39%  | 4,97%  | (3.72%) | (3.83%) | (0.13%) | 3.10%  | (6.29%) | 7.32%  | 7.14%  |

| Nombre de la instalación | Tipo            | Capacidad instalada (MW) | Ubicación         | Propietario               | Año comisionado |
| ------------------------ | --------------- | ------------------------ | ----------------- | ------------------------- | --------------- |
| MAKBAN                   | Flash / Binario | 442.8                    | Laguna            | AP Renewable Inc.         | 1979            |
| BACMAN                   | Destello        | 130.0                    | Sorsogon          | Bac-Man Geothermal Inc.   | 1993            |
| Tiwi                     | Destello        | 234.0                    | Albay             | AP Renewable Inc.         | 1979            |
| MANITO-Lowland           | Destello        | 1.5                      | Albay             | Bac-Man Geothermal Inc.   | Sin cita        |
| MAIBARARA                | Destello        | 20.0                     | Batangas          | Maibarara Geothermal Inc. | 2014            |
| Palinpinon GPP           | Destello        | 192.5                    | Negros Oriental   | Green Core Energy         | 1983            |
| Leyte                    | Destello        | 112.5                    | Leyte             | Green Core Energy         | 1983            |
| Leyte Unificado          | Destello        | 610.2                    | Leyte             | Energy Development Corp.  | 1996/1997       |
| Nasulo GPP               | Destello        | 50.0                     | Negros Occidental | Energy Development Corp.  | 2014            |
| monte Apo                | Destello        | 103.0                    | Cotabato Norte    | Energy Development Corp.  | 1996            |

### Energía solar

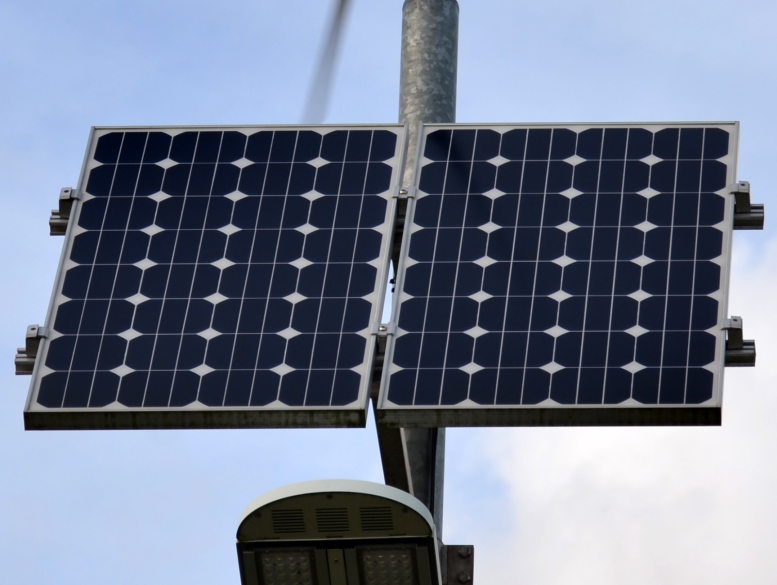
Célula solar fotovoltaica

En 2015, se construyeron tres parques solares en Filipinas. Filipinas recibe más de 7kWh por metro cuadrado por día durante su mes pico de abril y el más bajo a 3kWH por metro cuadrado por día durante su mes pico de diciembre, según lo observado por Schadow1 Expeditions en 33 ciudades del país.
| Nombre de la instalación | Tipo         | Capacidad instalada (MW) | Ubicación      | Propietario          | Año comisionado |
| ------------------------ | ------------ | ------------------------ | -------------- | -------------------- | --------------- |
| [ 28 ]                   | Fotovoltaica | 5                        | Toledo, cebu   | [ 29 ]               | 2016            |
| [ 30 ]                   | Fotovoltaica | 5.02                     | Morong, Bataan | [ 29 ]               | 2016            |
| Majestuoso               | Fotovoltaica | 41.3                     | Cavita         | Majestic Power Corp. | 2015            |
| Pampanga solar           | Fotovoltaica | 10.0                     | Pampanga       | Raslag Corp.         | 2015            |
| Burgos Solar             | Fotovoltaica | 4.0                      | Ilocos Norte   | Solar filipinas      | 2015            |
| CEPALCO Solar PV         | Fotovoltaica | 1.0                      | Cagayán de Oro | CEPALCO              | 2004            |

|                                          | 2005 | 2006    | 2007  | 2008  | 2009   | 2010   | 2011    | 2012   | 2013  | 2014   | 2015    |
| ---------------------------------------- | ---- | ------- | ----- | ----- | ------ | ------ | ------- | ------ | ----- | ------ | ------- |
| Producción solar, eólica y biomasa (GWh) | 19   | 55      | 59    | 63    | 79     | 90     | 205     | 259    | 279   | 364    | 1,254   |
| Cambio porcentual                        |      | 189.47% | 7.27% | 6.78% | 25,40% | 13.92% | 127.78% | 26.34% | 7.72% | 30,66% | 244.50% |

### Energía eólica

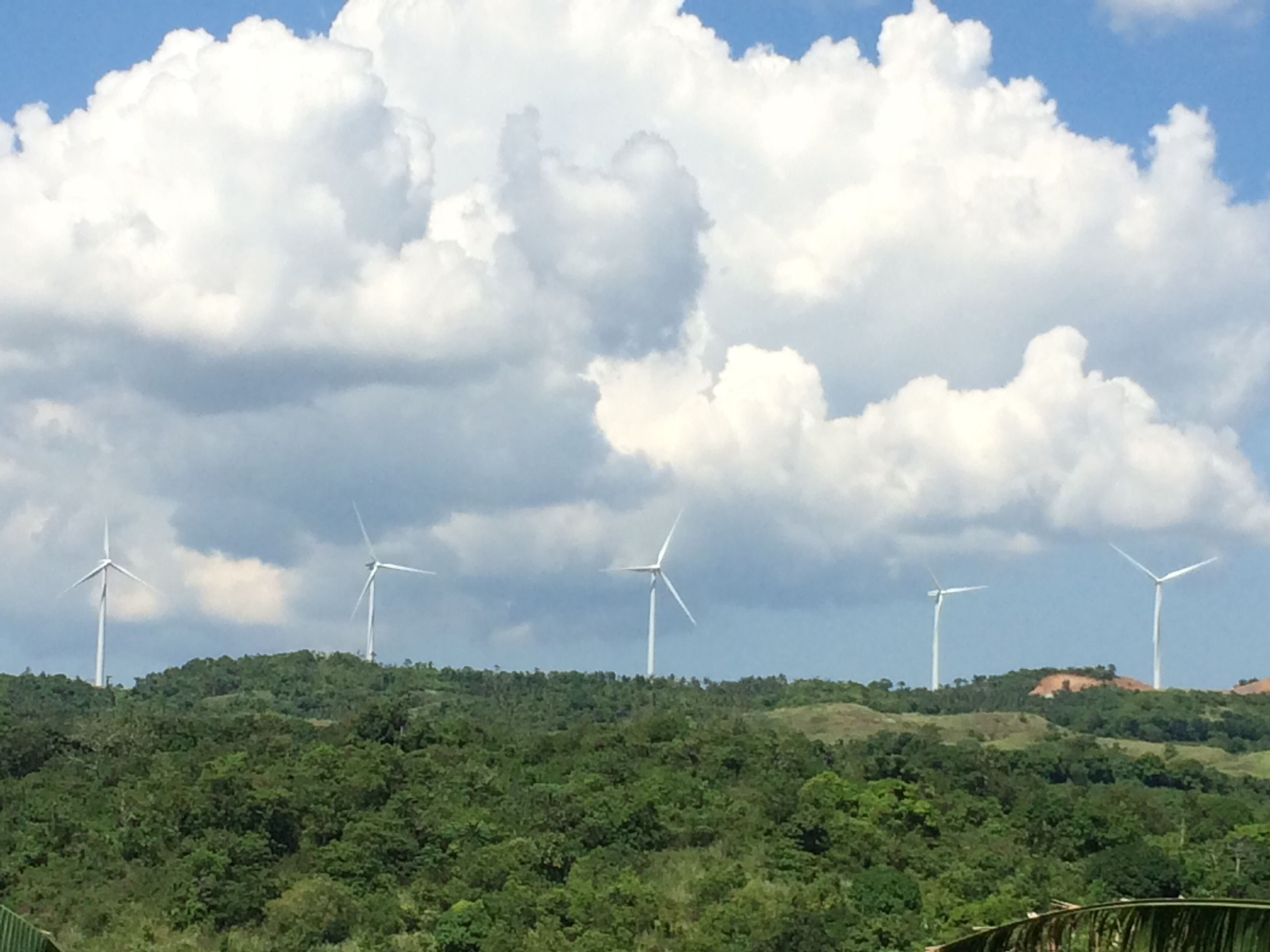
Parque eólico de pililla

Todos los sitios de energía eólica en Filipinas son instalaciones en tierra. Algunos, como Ilocos Norte, el parque eólico de Pililia en Rizal y el parque eólico de Bangui son destinos turísticos.
| Nombre de la instalación                      | Tipo         | Capacidad instalada (MW) | Ubicación    | Propietario                         | Año comisionado |
| --------------------------------------------- | ------------ | ------------------------ | ------------ | ----------------------------------- | --------------- |
| Parque Eólico Bangui Fase 1 y 2               | En la orilla | 33.0                     | Ilocos Norte | North Wind Power Development Corp.  | 2005            |
| Fase 3 de energía del parque eólico de Bangui | En la orilla | 18.9                     | Ilocos Norte | North Wind Power Development Corp.  | 2014            |
| Parque eólico de burgos                       | En la orilla | 150.0                    | Ilocos Norte | EDC                                 | 2014            |
| Viento carispisano                            | En la orilla | 81.0                     | Ilocos Norte | UPC del norte                       | 2014            |
| Parque Eólico Pililla                         | En la orilla | 54.0                     | Rizal        | Alternegy Philippine Holdings Corp. | 2015            |
| TAREC                                         | En la orilla | 54.0                     | Guimaras     | TAREC                               | 2014            |
| NABAS viento fase 1                           | En la orilla | 36.0                     | Aklan        | PWEI                                | 2015            |

### Potencia de biomasa

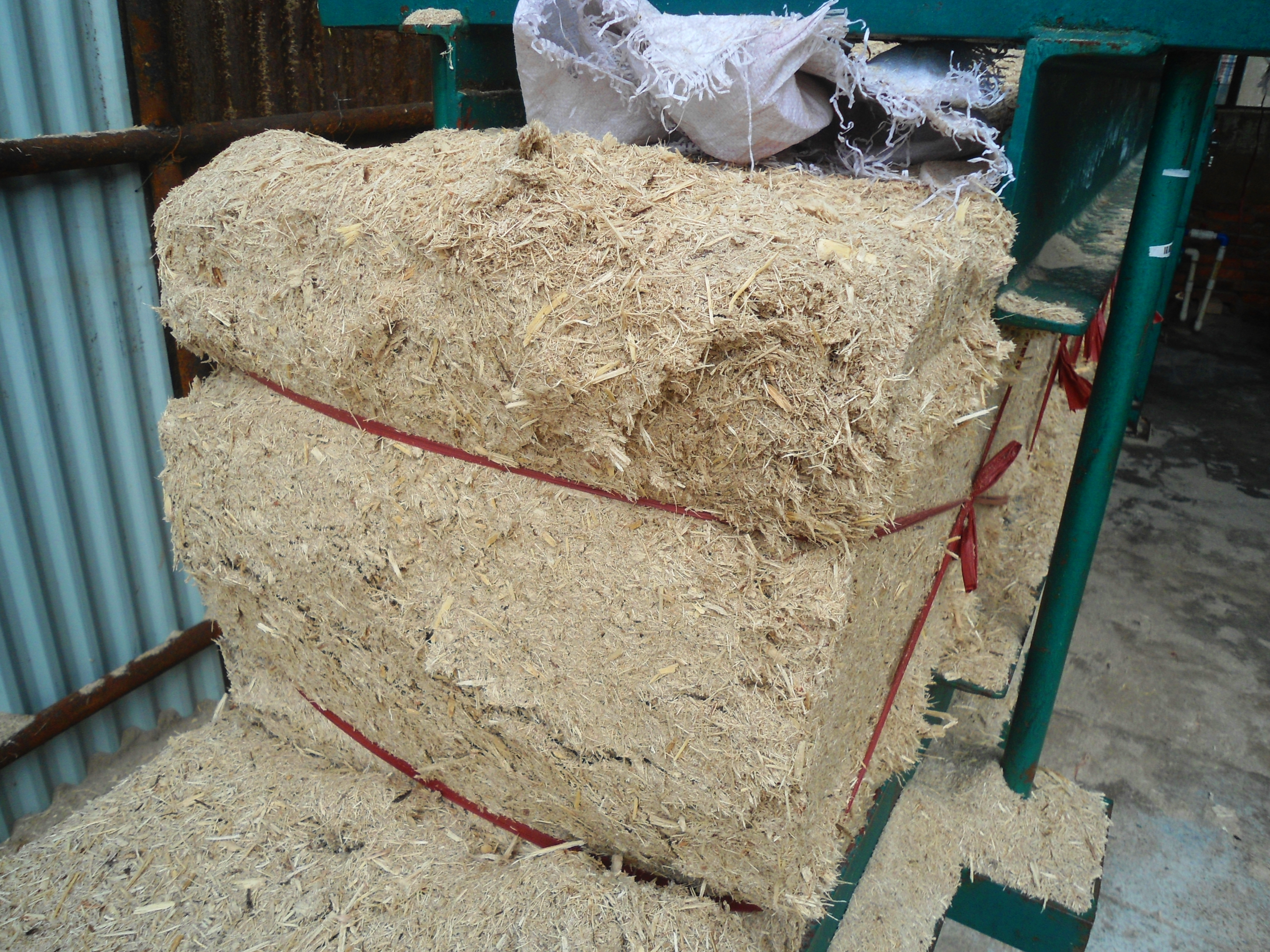
Bagazo, una especie de combustible de biomasa.

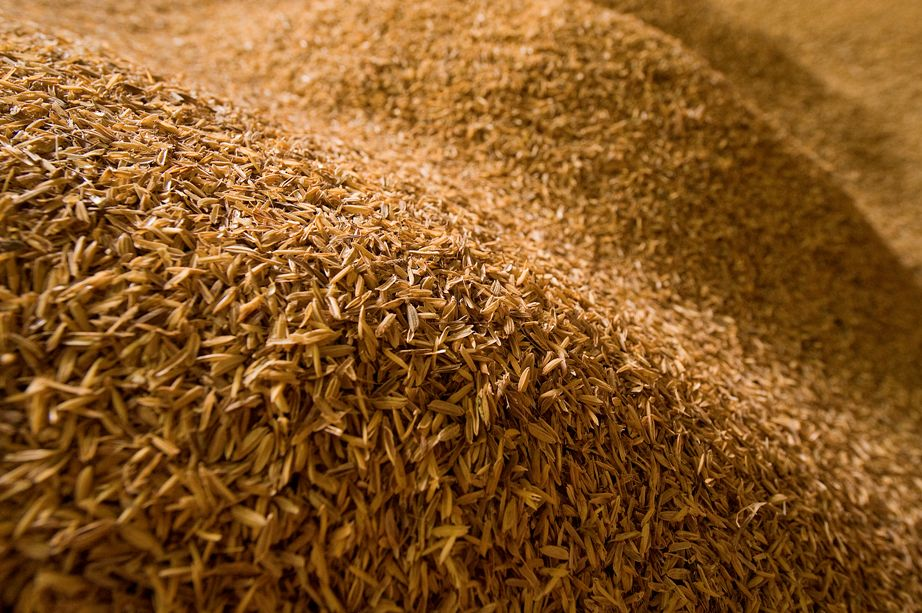
Cáscaras de arroz

La energía de biomasa se refiere a la energía derivada de fuentes vegetales y animales. Los recursos de biomasa son abundantes en Filipinas debido a su gran industria agrícola. El bagazo, las cáscaras de arroz y las cáscaras de coco se utilizan para generar energía. Filipinas también utiliza biogás de vertederos como fuente de energía de biomasa. La disponibilidad de biomasa puede verse afectada por eventos como la sequía . | 
| Nombre de la instalación | Tipo             | Capacidad instalada (MW) | Ubicación    | Propietario                   | Año comisionado |
| ------------------------ | ---------------- | ------------------------ | ------------ | ----------------------------- | --------------- |
| Futuro verde             | Bagazo           | 19.8                     | Isabela      | Green Future Innovation Inc.  | 2014            |
| 5JC de potencia          | Cáscara de arroz | 12.0                     | Nueva Ecija  | Yo Power Corp.                | 2015            |
| Montalban LFG            | Gas de vertedero | 9.3                      | Rizal        | Montalban Methane Power Corp. | 2009            |
| Laguna LFG               | Gas de vertedero | 4.2                      | Laguna       | Bacavalley Energy Inc.        | 2011            |
| Suerte PPH               | Bagazo           | 4.0                      | Isabela      | Lucky PPH International Inc.  | 2008            |
| Pangea                   | Gas de vertedero | 1.2                      | Metro Manila | Pangea Green Energy Phil Inc. | 2013            |

## Legislación
El gobierno filipino ha aprobado cuatro leyes que buscan mejorar el estado de la energía renovable. Estas son la Ley de Reforma de la Industria Eléctrica de 2001 (RA 9136); la Ley de Biocombustibles de 2006 (RA 9367); la Ley de Energía Renovable de 2008 (RA 9513); y la Ley de Cambio Climático de 2009 (RA 9729). 
La Ley de Reforma de la Industria Eléctrica (2001) (EPIRA) promueve el uso de energías renovables, particularmente a través de la inversión del sector privado. Sin embargo, después de una década de promulgación de EPIRA, los grupos de defensa y los legisladores dijeron que la ley solo fortalecía los monopolios y hacía que las tarifas eléctricas se duplicaran.
La Ley de Biocombustibles (2006) documenta la política estatal para reducir la dependencia de Filipinas de los combustibles fósiles importados. Fomenta la inversión en biocombustibles a través de incentivos que incluyen impuestos reducidos sobre los biocombustibles locales o importados; y préstamos bancarios para ciudadanos filipinos dedicados a la producción de biocombustibles. La ley dio lugar a la formación de la Junta Nacional de Biocombustibles (NBB).
La Ley de Energía Renovable (2008) legisla la política estatal para acelerar el desarrollo y el uso de los recursos de energía renovable. En virtud de esta ley (sección 6), se exigía un porcentaje mínimo de generación de electricidad a partir de fuentes renovables (un estándar de cartera renovable (RPS)). También bajo esta ley (sección 7), se implementó un sistema de tarifas de alimentación para la electricidad producida a partir de fuentes renovables, dando a los productores la seguridad de los precios fijos a largo plazo. Los servicios de electricidad hacen acuerdos de medición neta con usuarios finales calificados de sistemas de energía renovable. También se exigió un porcentaje mínimo de electricidad de fuentes renovables para el sistema de electrificación misionera fuera de la red. 
Bajo la Ley de Energía Renovable (2008) los incentivos para energía renovable están disponibles. Estos incentivos incluyen un impuesto sobre la renta por los primeros siete años de las operaciones comerciales de la entidad; dentro de los primeros diez años de importación libre de impuestos y tasas especiales de impuestos a bienes inmuebles en maquinaria, equipos y materiales de energía renovable; pérdida neta de explotación de arrastre; tasa cero por ciento del Impuesto al Valor Agregado (IVA) para la venta de combustible o energía generada a partir de fuentes de energía renovables; y Crédito Fiscal en equipos y servicios de capital nacional. 
La Ley de Cambio Climático (2009) legisló la política estatal para incorporar una perspectiva pro género, pro-niños y pro-pobres en todos los esfuerzos de cambio climático y energía renovable.

## Estadísticas del programa de tarifas de alimentación
| Recurso | Para Nominación / Conversión | Para Nominación / Conversión | Con Certificado de Confirmación de Comercialidad. | Con Certificado de Confirmación de Comercialidad. | Con Certificado de Endoso a ERC. | Con Certificado de Endoso a ERC. |
| ------- | ---------------------------- | ---------------------------- | ------------------------------------------------- | ------------------------------------------------- | -------------------------------- | -------------------------------- |
| Recurso | Nº de proyectos              | Capacidad (MW)               | Nº de proyectos                                   | Capacidad (MW)                                    | Nº de proyectos                  | Capacidad (MW)                   |
| Hidro   | -                            | -                            | 66                                                | 610.93                                            | 4                                | 26.60                            |
| Viento  | 7                            | 1,023.55                     | 5                                                 | 431.00                                            | 6                                | 393.90                           |
| Solar   | 18                           | 681.30                       | 30                                                | 892.54                                            | 6                                | 131.90                           |
| Biomasa | -                            | -                            | 4                                                 | 24.37                                             | 11                               | 94.25                            |
| TOTAL   | 25                           | 1704.85                      | 105                                               | 1,958.84                                          | 27                               | 646.65                           |

| Tecnología RE                    | FiT propuesto ($ / kWh) * | FiT aprobado ($ / kWh) * | Tasa de degresion                            |
| -------------------------------- | ------------------------- | ------------------------ | -------------------------------------------- |
| Solar                            | 0.407                     | 0.220                    | 6% después de 1 año de efectividad de FiT    |
| Viento                           | 0.235                     | 0.193                    | 0.5% después de 2 años de efectividad de FiT |
| Biomasa                          | 0.159                     | 0.150                    | 0.5% después de 2 años de efectividad de FiT |
| Hidroeléctrica de pasada         | 0.139                     | 0.134                    | 0.5% después de 2 años de efectividad de FiT |
| * Basado en USD 1.00 : PHP 44.00 |                           |                          |                                              |

## Participación del sector privado.
La Ley de Energía Renovable (2008) fomenta la participación del sector privado en la producción de energía renovable a través de incentivos fiscales y no fiscales.
Los incentivos fiscales incluyen reducciones de impuestos, así como asistencia financiera tanto del gobierno como de terceros. Varias organizaciones internacionales han expresado su voluntad de ayudar a las empresas filipinas a desarrollar infraestructura local de energía renovable, incluida la Cooperación Técnica Alemana (GTZ), la Agencia de los Estados Unidos para el Desarrollo Internacional (USAID), el Banco Asiático de Desarrollo (ADB), el Programa de las Naciones Unidas para el Desarrollo (PNUD), y la Agencia de Cooperación Internacional de Japón (JICA) . Los impedimentos para la inversión del sector privado incluyen altos costos de transacción; costos de ingeniería social; falta de tecnología local adecuada; y topes a los precios de la electricidad realizados por la Comisión Reguladora de Energía.
| Documentos exigidos expedidos por el Gobierno Nacional. | Documentos Requeridos emitidos por las Unidades del Gobierno Local. |
| --- | --- |
| 1. Registro de la SEC 2. Certificado / Endoso DOE 3. Acreditación DOE 4. Registro BOI 5. Aprobación de la RSE - Comisión de lucha contra la pobreza 6. Certificado DENR EPC 7. Certificado Ambiental DENR (ECC) 8. Permiso de DENR para Operar 9. Permiso de desarrollo (avalado a LGU) 10. Certificado de transferencia de título (LRB, HLURB) 11. Declaración de impuestos certificados BIR 12. Certificado de Cumplimiento ERC 13. Permiso de compra NTC 14. Licencia NTC para operar 15. Cumplimiento de ERC con el Código de Grid 16. Cumplimiento de ERC con el Código de Distribución 17. Registro WESM 18. Permiso de derecho de paso 19. Acuerdos de compra de energía 20. Certificado de Registro como Importador. | 1. Aprobaciones LGU (Gobernador, Alcalde, Consejos) 2. Impuesto inmobiliario 3. Liquidación Barangay para operar 4. Impuesto de negocios y operaciones 5. Permiso de construcción 6. Recibo de impuesto de bienes raíces 7. Permiso sanitario 8. Liquidación Barangay para la construcción 9. Permisos de derecho de paso 10. Derechos de agua |

| Tecnología de energía renovable | Tarifa FIT emitida (por kWh) | Tarifa propuesta (por kWh) |
| ------------------------------- | ---------------------------- | -------------------------- |
| Solar                           | Php 9.68                     | Php 17.95                  |
| Viento                          | Php 8.53                     | Php 10.37                  |
| Biomasa                         | Php 6.63                     | Php 7.00                   |
| Hidroelectricidad               | Php 5.90                     | Php 6.15                   |

### Asociación público-privada
Hasta junio de 2015, el Departamento de Energía (DOE) había otorgado 646 contratos de servicio como asociaciones público-privadas a entidades del sector privado en virtud de la Ley de Energía Renovable con una capacidad instalada de 2,760.52 MW.
| Recursos         | Proyectos premiados | Capacidad instalada | Capacidad potencial |
| ---------------- | ------------------- | ------------------- | ------------------- |
| Geotermia        | 42                  | 1,896.19            | 750.00              |
| Hidro            | 407                 | 136.73              | 7,884.54            |
| Viento           | 51                  | 426.90              | 1,168.00            |
| Solar            | 93                  | 108.90              | 2,206.51            |
| Biomasa          | 45                  | 191.80              | 357.00              |
| Energía oceánica | 8                   | -                   | 31.00               |
| TOTAL            | 646                 | 2,760.52            | 12,397.05           |

Las instancias de proyectos del sector privado incluyen: 
| Island Group | Recurso           | Nombre del proyecto                                                                          | Promotor del proyecto                                 |
| ------------ | ----------------- | -------------------------------------------------------------------------------------------- | ----------------------------------------------------- |
| Luzon        | Hidroelectricidad | Kapangan                                                                                     | Cordillera Hydro Electric Power Corporation           |
| Luzon        | Hidroelectricidad | Bulanao                                                                                      | DPJ Engineers and Consultants                         |
| Luzon        | Hidroelectricidad | Prismc                                                                                       | PNOC-Renewables Corporation                           |
| Luzon        | Hidroelectricidad | Magat A                                                                                      | Isabela Electric Cooperative, Inc.                    |
| Luzon        | Hidroelectricidad | Magat B                                                                                      | Isabela Electric Cooperative, Inc.                    |
| Luzon        | Hidroelectricidad | Tubao                                                                                        | Tubao Mini-Hydro Electric Corporation                 |
| Luzon        | Hidroelectricidad | Catuiran*                                                                                    | Sta. Clara Power Corp.                                |
| Luzon        | Hidroelectricidad | Inabasan*                                                                                    | Ormin Power, Inc.                                     |
| Luzon        | Solar             | San Rafael Solar Power Plant                                                                 | SPARC Solar Powered AgriRural Communities Corporation |
| Luzon        | Solar             | Morong Solar Power Plant                                                                     | SPARC Solar Powered AgriRural Communities Corporation |
| Luzon        | Solar             | Cabanatuan Solar Power Project                                                               | First Cabanatuan Renewable Ventures, Inc.             |
| Luzon        | Solar             | Palauig Solar Power Plant                                                                    | SPARC Solar Powered AgriRural Communities Corporation |
| Luzon        | Solar             | Currimao Solar Photovoltaic Power Project                                                    | Mirae Asia energy Corporation                         |
| Luzon        | Solar             | Macabud Solar Photovoltaic Power Project                                                     | ATN Philippines Solar energy Group, Inc.              |
| Luzon        | Solar             | Sta. Rita Solar Power Project                                                                | Jobin-Sqm Inc.                                        |
| Luzon        | Solar             | YH Green                                                                                     | YH Green                                              |
| Luzon        | Solar             | Tarlac Solar Power Project                                                                   | PetroSolar Corporation                                |
| Luzon        | Solar             | Calatagan Solar Power Project Phase I                                                        | Solar Philippines Calatagan Corporation               |
| Luzon        | Geotermia         | Bacman 3 (Tanawon) Geothermal Project                                                        | energy Development Corporation                        |
| Luzon        | Geotermia         | Maibarara 2 Geothermal Project                                                               | Maibarara Geothermal Inc.                             |
| Luzon        | Biomasa           | 2 MW ACNPC WTE Biomass Power Plant Project                                                   | Asian Carbon Neutral Power Corporation                |
| Luzon        | Biomasa           | 12 MW Biomass Power Plant Project                                                            | Green Innovations for Tomorrow Corporation            |
| Luzon        | Biomasa           | 5 MW Bicol Biomass energy Corporation                                                        | Bicol Biomass energy Corporation                      |
| Luzon        | Biomasa           | 8.8 MW Biogas Power Plant Project                                                            | AseaGas Corporation                                   |
| Luzon        | Biomasa           | 24 MW SJCiPower Rice Husk-Fired Biomass power Plant Project (Phase 1 - 12MW Phase 2 - 12 MW) | San Jose City I Power Corporation                     |
| Luzon        | Biomasa           | 70 kW Biomass Gasification Power Plant Project*                                              | PowerSource Philippines, Inc.                         |
| Visayas      | Geotermia         | Biliran Geothermal Plant Project                                                             | Biliran Geothermal Incorporated                       |
| Visayas      | Hidroelectricidad | Villasiga HEP                                                                                | Sunwest Water & Electric Co., Inc.                    |
| Visayas      | Hidroelectricidad | Igbulo (Bais) Hydroelectric Power Project                                                    | Century Peak energy Corporation                       |
| Visayas      | Hidroelectricidad | Cantakoy                                                                                     | Quadriver energy Corp.                                |
| Visayas      | Hidroelectricidad | Amlan HEPP                                                                                   | Natural Power Sources Integration, Inc.               |
| Visayas      | Solar             | Miag-ao Solar Power Project                                                                  | COSMO Solar energy, Inc.                              |
| Visayas      | Solar             | La Carlota Solar Power Project Phase A (SACASOL II-A)                                        | San Carlos Solar energy Inc.                          |
| Visayas      | Solar             | Cadiz Solar Power Project                                                                    | Phil.Power Exploration & Development Corporation      |
| Visayas      | Eólica            | Nabas Wind Power Project Phase I - 34 Phase II-16                                            | PetroWind energy Corporation                          |
| Visayas      | Biomasa           | 12 MW Multi-Feedstock Biomass Power Plant Project                                            | Megawatt Clean energy, Inc.                           |
| Visayas      | Biomasa           | 2.5 MW Rice Husk-Fired Biomass Power Plant Project                                           | Megawatt Clean energy, Inc.                           |
| Mindanao     | Hidroelectricidad | Lake Mainit                                                                                  | Agusan Power Corporation                              |
| Mindanao     | Hidroelectricidad | Puyo Hydroelectric Power Project                                                             | First Gen Mindanao Hydropower Corp.                   |
| Mindanao     | Hidroelectricidad | Asiga                                                                                        | Asiga Green energy Corp.                              |
| Mindanao     | Hidroelectricidad | Manolo Fortich I                                                                             | Hedcor Bukidnon, Inc.                                 |
| Mindanao     | Hidroelectricidad | Manolo Fortich 2                                                                             | Hedcor Bukidnon, Inc.                                 |
| Mindanao     | Solar             | Kibawe Solar Power Project                                                                   | Asiga Green energy Corp.                              |
| Mindanao     | Solar             | Digos Solar Power Project Phase I                                                            | Enfinity Philippines Renewable Resources, Inc.        |
| Mindanao     | Solar             | Digos Solar Power Project Phase II                                                           | Enfinity Philippines Renewable Resources, Inc.        |
| Mindanao     | Biomasa           | 3 MW Biomass Cogeneration Facility                                                           | Philippine Trade Center, Inc.                         |
| Mindanao     | Biomasa           | 15 MW LPC Biomass Power Plant Project                                                        | Lamsan Power Corporation                              |
| Mindanao     | Biomasa           | 3.5 MW Biomass Cogeneration System                                                           | Green Earth Enersource Corporation                    |
| Mindanao     | Biomasa           | 10MW Malay-balay Bioenergy Corporation Multi Feedstock Generating Facility                   | Malaybalay Bio-energy Corporation                     |
| Mindanao     | Biomasa           | 23.5 MW EPC Woody Biomass Power Plant Project                                                | Eastern Petroleum Corporation                         |
| Mindanao     | Biomasa           | 12 MW Napier Grass-Fired Biomass Power Plant Project                                         | Manolo Fortich Biomass energy Corporation             |